# Lesya Ukrainka
Larysa Petrivna Kosach-Kvitka (em ucraniano:  Лариса Петрівна Косач-Квітка, fevereiro de 1871 - 1913) mais conhecida por seu pseudônimo literário Lesya Ukrainka, foi uma poeta ucraniana.

### Principais obras
- Cassandra (1907)
- O canto da floresta (1911)

### Traduções em português
- Lesya Ukrainka in translations English, German, Spanish, French, Croatian, Portuguese, Italian / Ed. by N. Pasuniak. – Philadelphia, The commemorative committee to honor Lesia Ukrainka, 1988. – p. 275–297.